# Casa Anthony
La casa Anthony fue un famoso hotel de 22 habitaciones ubicado en la esquina suroeste de las calles Markham y Scott en Little Rock (Arkansas), Estados Unidos.

## Historia
La construcción del hotel comenzó en 1838. Sirvió como sede del gobernador de Arkansas, Elisha Baxter, durante la Guerra Brooks-Baxter. El hotel sufrió un incendio el 19 de septiembre de 1875. Después de más de 4 décadas de servicio, el hotel quedó completamente destruido.